# يوسف الصائغ
يوسف نعوم داود الصائغ (1933- 12 ديسمبر 2005) شاعر وروائي وكاتب مسرحي عراقي. ولد في الموصل في أسرة مسيحية. تخرج من دار المعلمين العالية (قسم اللغة العربية) سنة 1955. بعد ثورة عام 1963 م أودعه البعثيون السجن لنشاطه السياسي، وبقي في السجن حتى بداية السبعينات حيث أخرج منه ليعمل في الصحافة. له دواوين شعرية عديدة ومسرحية. توفي في دمشق.

## سيرته
ولد يوسف نعوم داؤود الصائغ سنة 1933 في مدينة الموصل في أسرة دينية مسيحية. تخرّج في دار المعلّمين العالية، وحصل على درجة الماجستير. عمل مدرّسًا نحوًا من ربع قرن، ثم عيّن مديرًا عامًا لدائرة لسينما والمسرح. كما أنّه عمل في الصحافة مدة طويلة. 

بعد ثورة عام 1963 م أودعه البعثيون السجن لنشاطه السياسي، وبقي في السجن حتى بداية السبعينات حيث أخرج منه ليعمل في الصحافة.
كان عضوًا في اتحاد الكتاب والأدباء وجمعية الفنانين، ونقابة الصحفيين واللجنة اللعليا لمهرجان المربد، ومهرجان بابل في العراق. 

هاجر من العراق إلى سوريا وتحول إلى الإسلام. توفي في 12 ديسمبر 2005 في دمشق.

## مؤلفاته
من دواوينه الشعرية:
- قصائد غير صالحة للنشر، 1957
- اعترافات مالك بن الريب، 1978
- سيدة التفاحات الأربع، 1976
- اعترافات، 1978
- المعلم، 1985
- قصائد يوسف الصائغ، مجموعة كاملة، 1993 م

في الرواية:
- اللعبة، 1972
- المسافة، 1974

في المسرح:
- الباب 1986
- العودة 1987
- ديزايمونة 1989[8]

ورسالته الماجستير الشعر الحر في العراق.